# 灵鹫山 (印度)
灵鹫山（羅馬化：Gṛdhrakūṭa），梵名中譯鹫峰山、耆闍崛山，又可简称為灵山、崛山，位于古印度王舍城西。英國考古學家亚历山大·卡宁厄姆據《大唐西域記》與《法顯傳》之記載，推定其位置在今比哈尔邦王舍城東南之塞拉吉里（Śaila-giri）。因顶峰有一处山石形似鹫，且该山鹫多，从而得名。
經典記載释迦牟尼佛曾在此開示佛法，包括《妙法蓮華經》（故法华会又叫灵山会）、《無量壽經》、《觀無量壽經》、《般若經》，及一部份《阿含經》等。佛涅槃后，弟子们在此山下的王舍城举行第一次集结。中国古代高僧法显、玄奘、义净都先后前往这里参拜和居住过，并做过详细记录。此处亦是提婆达多推石伤佛处。
相传东晋印度高僧慧理来杭州，看到灵隐寺后面有一座山，和故乡的灵鹫山形貌相似，就说这是从印度飞来的，然后此山被称作「飞来峰」。

## 相册

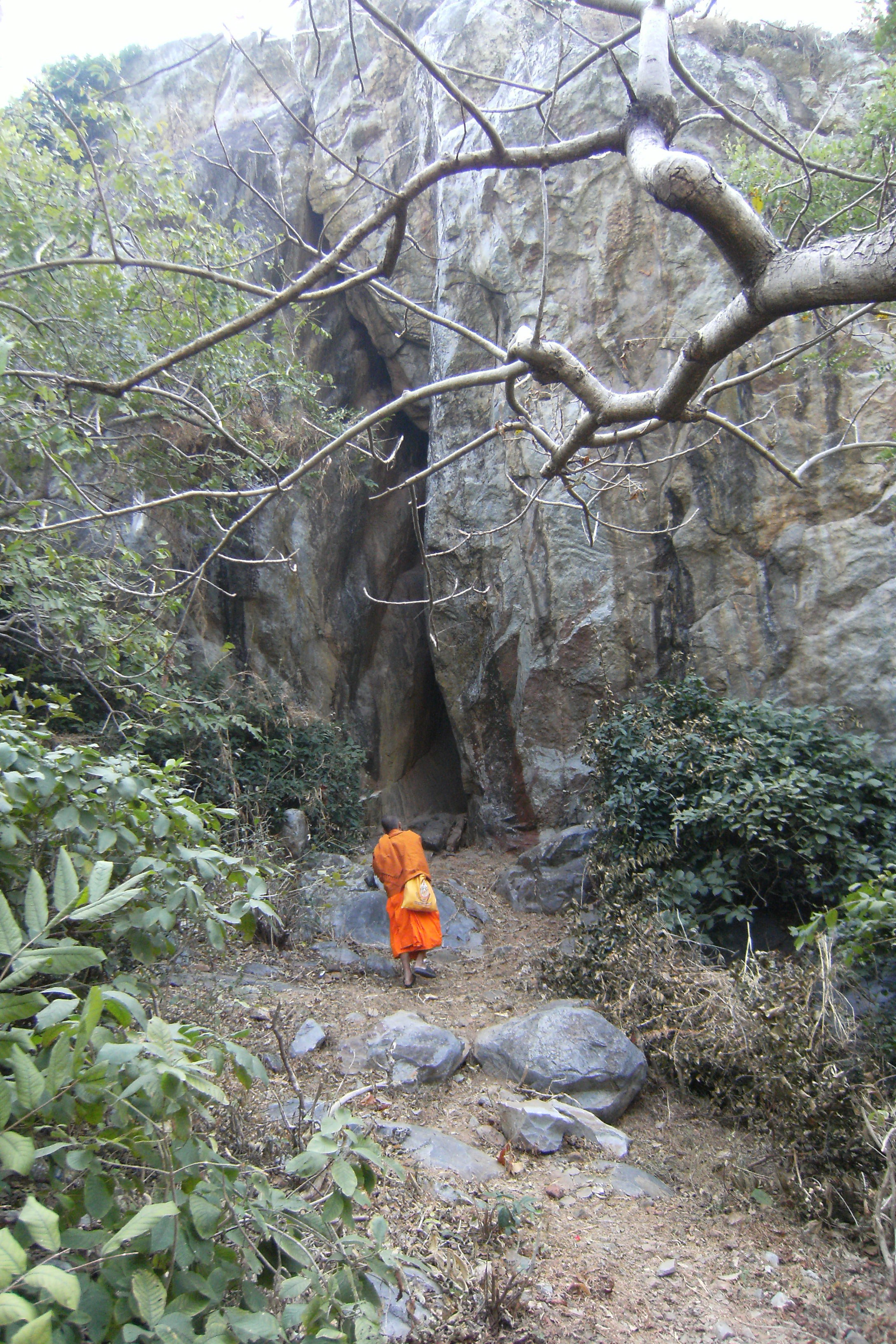
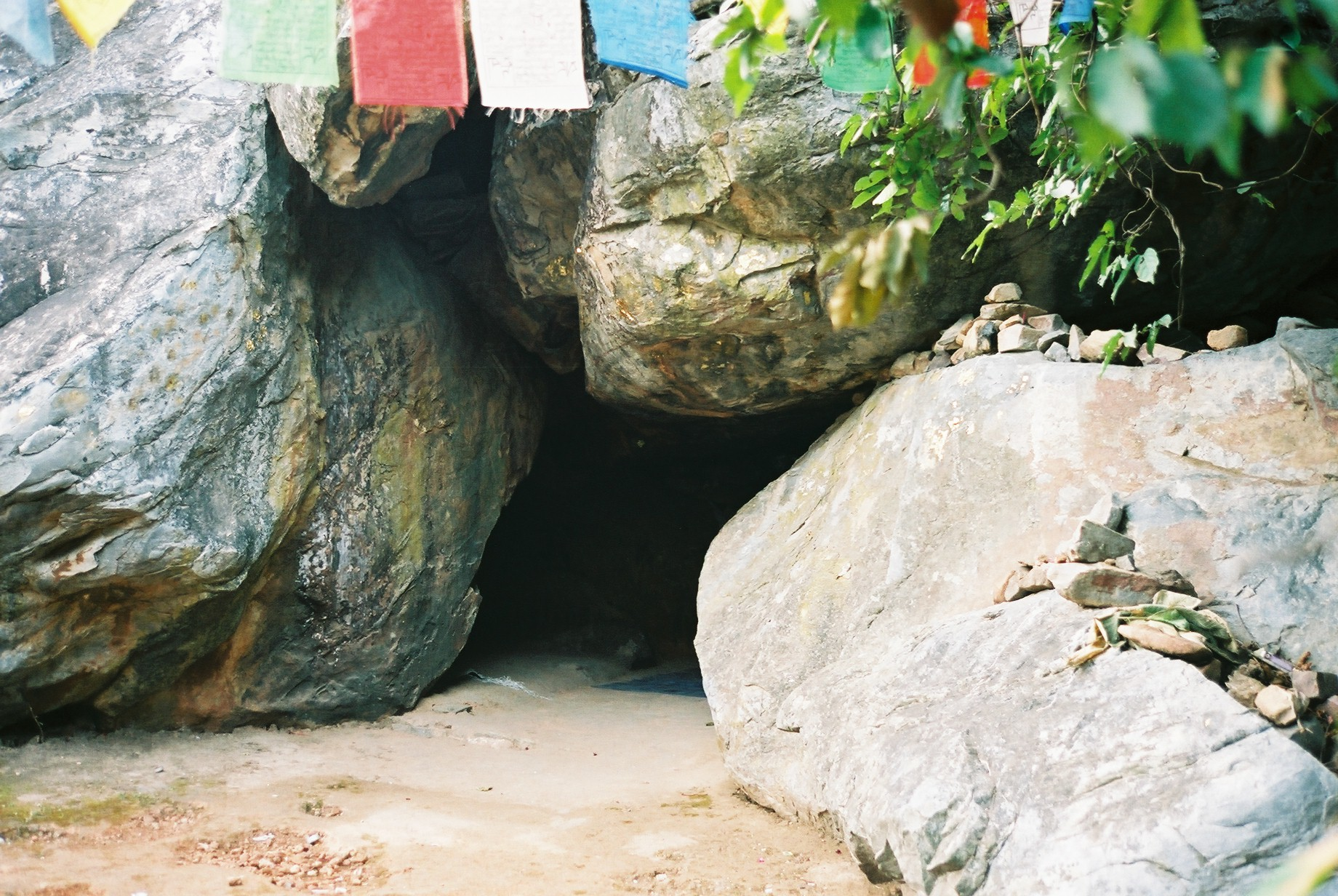
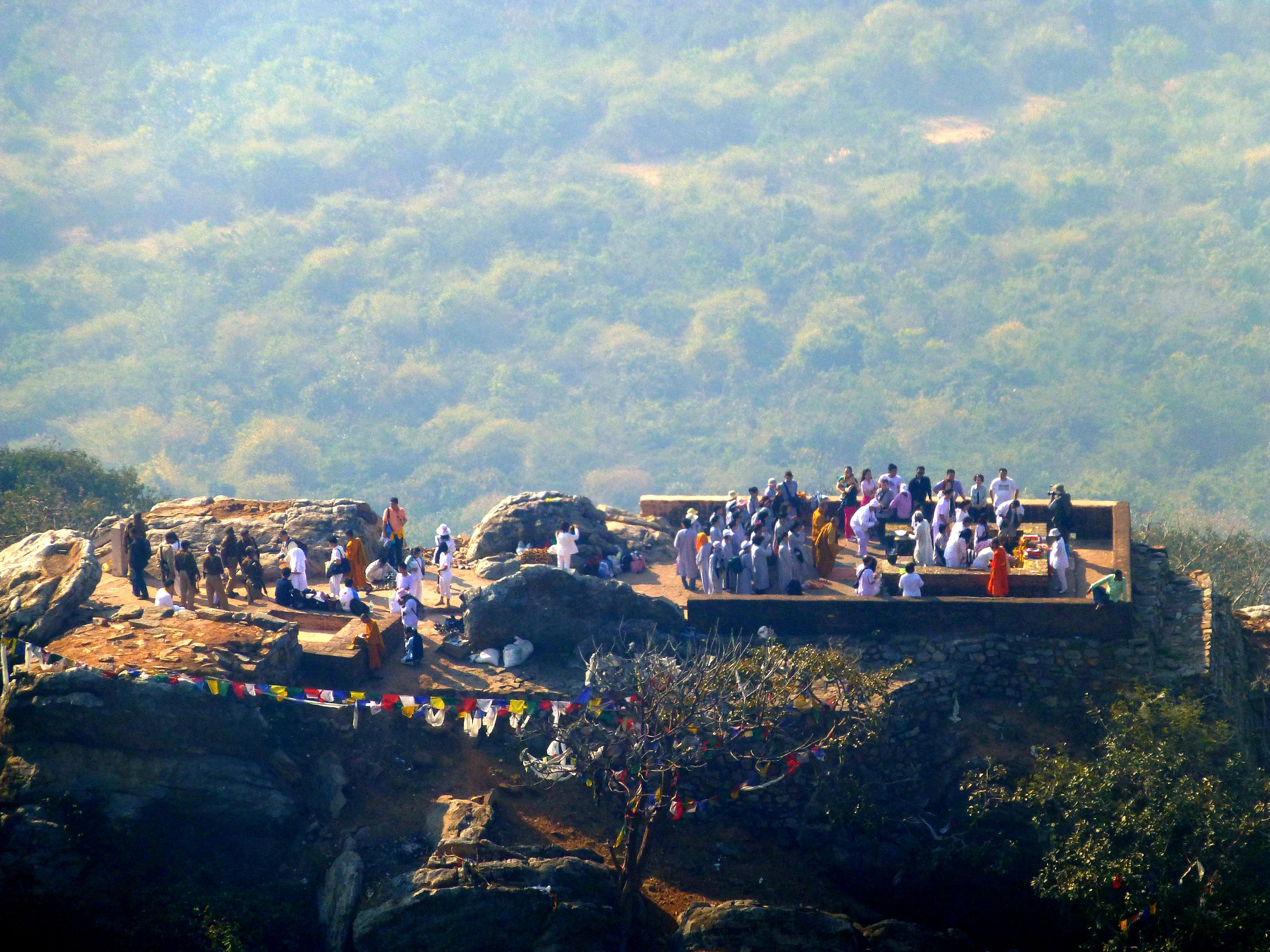
俯瞰
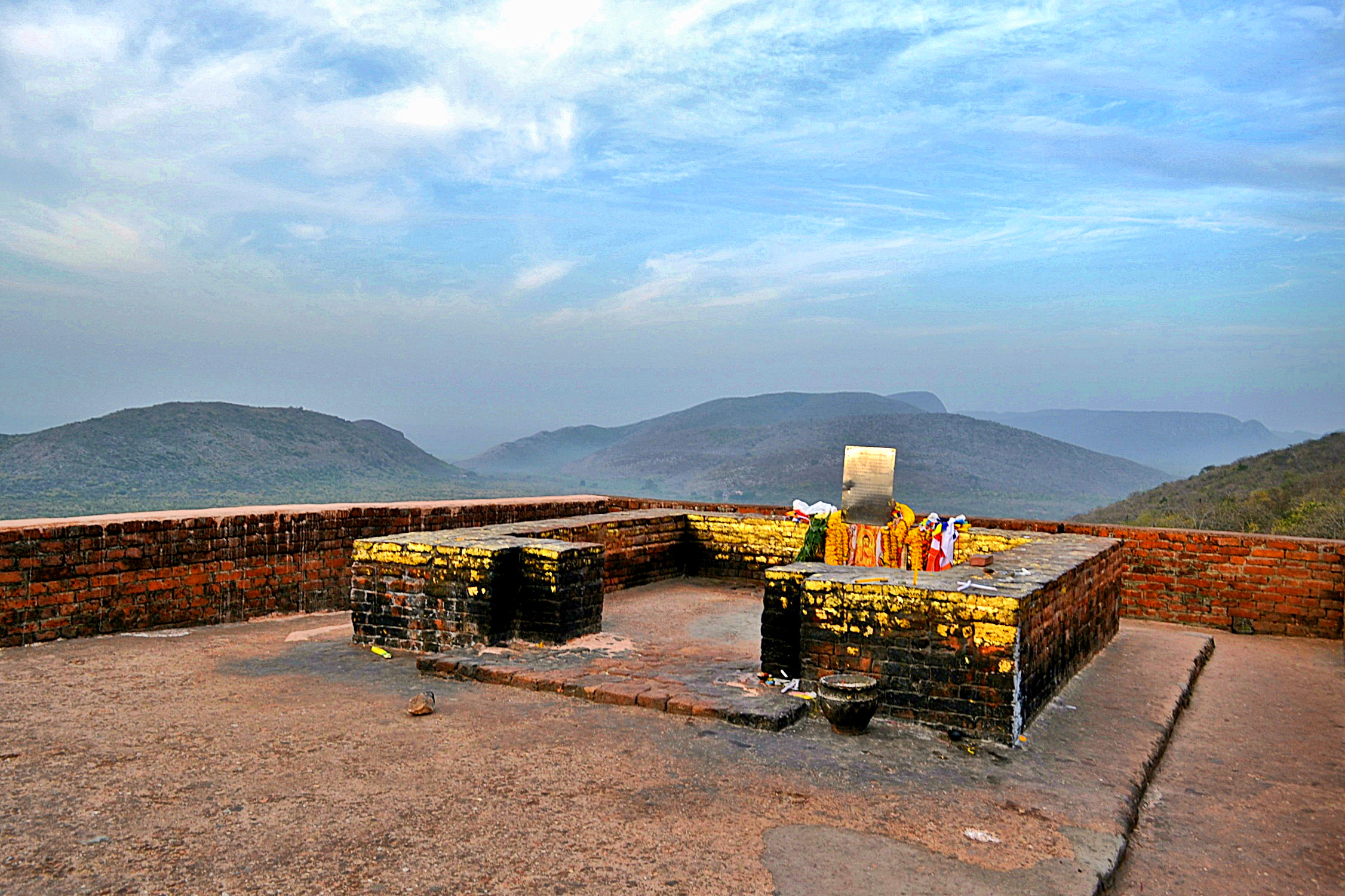
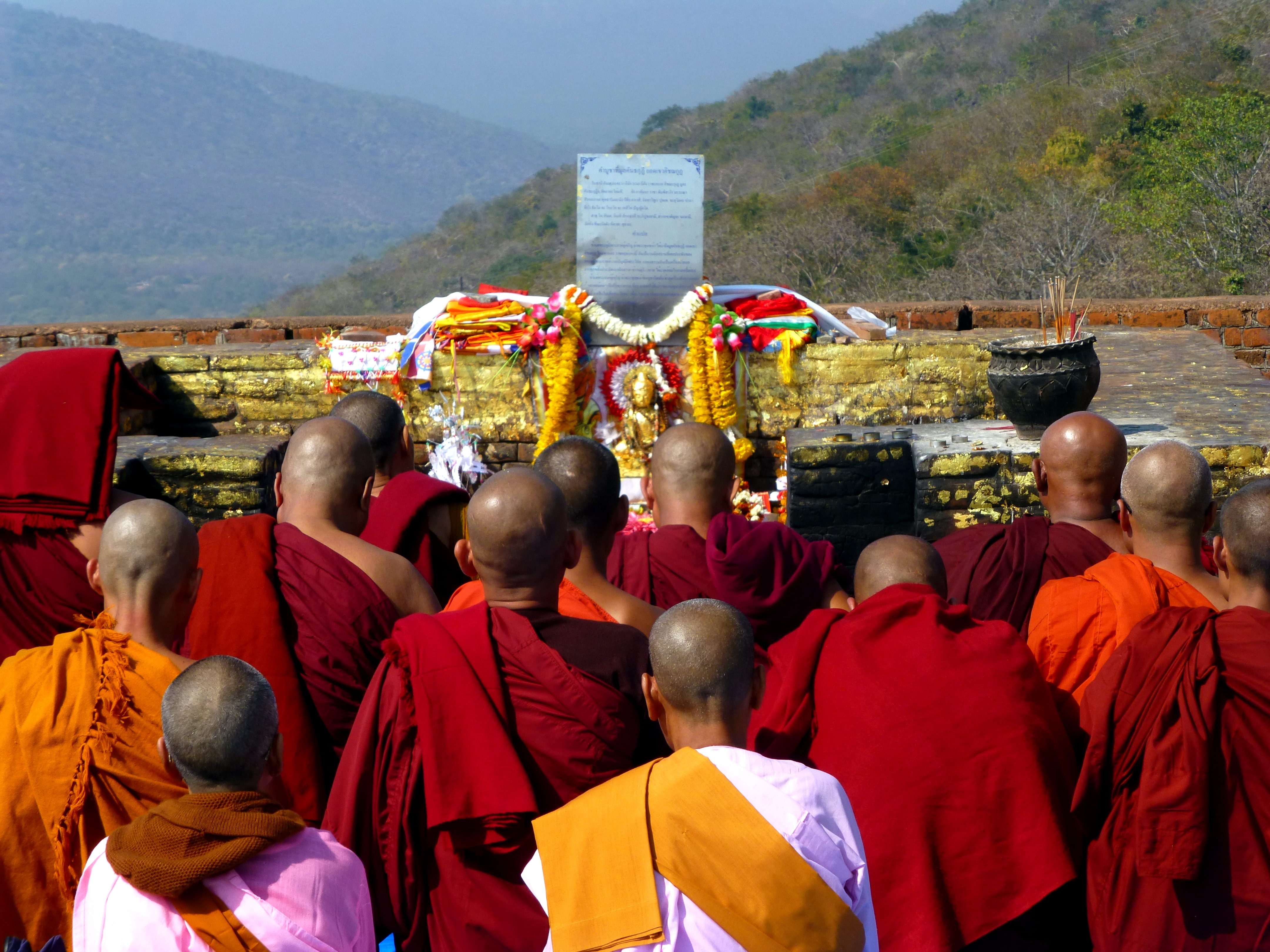

## 註释
1. ↑  星云大师. 《释迦牟尼佛传》，九州出版社
2. ↑  钱峰, , 人民网,   [2019-02-12], （原始内容存档于2019-02-13）